# Форд (тауншип, Миннесота)
Форд (англ. Ford) — тауншип в округе Канейбек, Миннесота, США. На 2000 год его население составило 177 человек.

## География
По данным Бюро переписи населения США площадь тауншипа составляет 94,0 км², из которых 93,7 км² занимает суша, а 0,3 км² — вода (0,28 %).

## Демография
По данным переписи населения 2000 года здесь находились 177 человек, 71 домохозяйство и 49 семей. Плотность населения —  1,9 чел./км². На территории тауншипа расположено 123 постройки со средней плотностью 1,3 построек на один квадратный километр. Расовый состав населения: 97,18 % белых, 0,56 % азиатов и 2,26 % приходится на две или более других рас.
Из 71 домохозяйства в 32,4 % воспитывались дети до 18 лет, в 56,3 % проживали супружеские пары, в 5,6 % проживали незамужние женщины и в 29,6 % домохозяйств проживали несемейные люди. 26,8 % домохозяйств состояли из одного человека, при том 8,5 % из — одиноких пожилых людей старше 65 лет. Средний размер домохозяйства — 2,49, а семьи — 2,98 человека.
27,1 % населения — младше 18 лет, 6,8 % — в возрасте от 18 до 24 лет, 28,2 % — от 25 до 44, 25,4 % — от 45 до 64, и 12,4 % — старше 65 лет. Средний возраст — 38 лет. На каждые 100 женщин приходилось 110,7 мужчин. На каждые 100 женщин старше 18 приходилось 108,1 мужчин.
Средний годовой доход домохозяйства составлял 38 125 долларов, а средний годовой доход семьи —  50 625 долларов. Средний доход мужчин —  38 750  долларов, в то время как у женщин — 23 750. Доход на душу населения составил 17 102 доллара. За чертой бедности находились 8,5 % семей и 15,6 % всего населения тауншипа, из которых 18,4 % младше 18 и 16,7 % старше 65 лет.